# Palaeocomatella
Palaeocomatella is een geslacht van haarsterren uit de familie Comatulidae.

## Soorten
- Palaeocomatella decora (A.H. Clark, 1912)
- Palaeocomatella difficilis (Carpenter, 1888)
- Palaeocomatella hiwia McKnight, 1977